# Faustina Acheampong
Faustina Acheampong (/əˈtʃæmˈpɒŋ/ ə-CHAM-PONG-G) là đệ nhất phu nhân của nước Cộng hòa Ghana từ năm 1972 đến năm 1978. Bà là vợ của Tổng Ignatius Kutu Acheampong, Chủ tịch Quốc hội đồng cứu chuộc và Hội đồng quân sự tối cao và người đứng đầu nhà nước Ghana từ năm 1972 đến 1978.

## Văn phòng
Cô mất vị trí của mình cho Emily Akuffo, khi Tướng Acheampong bị lật đổ trong một cuộc đảo chính Cung điện do Tướng Fred WK Akuffo lãnh đạo, người sau đó thành lập Chính phủ Hội đồng Quân sự Tối cao II (SMC II). Chế độ này trong khi trong quá trình đưa Ghana trở lại Quản trị Hiến pháp, chính nó đã bị lật đổ bởi Hội đồng Cách mạng Lực lượng Vũ trang, do Jerry Rawlings lãnh đạo.

## Đăng đệ nhất phu nhân
Cô gần đây nhất đã sống ở Anh và đã tham gia với các tổ chức từ thiện làm việc với Ghana.